# Musikjahr 1815
Liste der Musikjahre

◄◄ | ◄ | 1811 | 1812 | 1813 | 1814 | Musikjahr 1815 | 1816 | 1817 | 1818 | 1819 | ► | ►►

Weitere Ereignisse
Dieser Artikel behandelt das Musikjahr 1815.

## Instrumental und Vokalmusik (Auswahl)
- Ludwig van Beethoven:  Cellosonate Nr. 4 C-Dur op. 102,1;  Cellosonate Nr. 5 D-Dur op. 102,2; Meeresstille und glückliche Fahrt op. 112; Namensfeier-Ouvertüre op. 115
- Luigi Cherubini: Die  Sinfonie D-Dur wird uraufgeführt. Es ist die einzige Sinfonie des Komponisten.
- Johann Baptist Cramer: 6. Klavierkonzert Es-Dur op. 51
- Friedrich Ernst Fesca: Streichquartett Es-Dur, fis-Moll, B-Dur op. 1 (Erstdruck); Streichquartett h-Moll, g-Moll, E-Dur op. 2 (Erstdruck)
- Ferdinand Hérold: Sinfonie Nr. 2 D-Dur
- Jean-Paul-Égide Martini: Messe de Requiem pour la Pompe funèbre de Louis XVI et Marie Antoinette
- Ignaz Moscheles: Klavierkonzert Nr. 2
- Anton Reicha: Klarinettenkonzert in g; 24 Trios für 3 Hörner, op. 82
- Ferdinand Ries: Sinfonie Nr. 3 Es-Dur op. 90; Ouvertüre zu Schillers Trauerspiel Don Carlos op. 94; Ouverture bardique, Quintett für Klavier, Violine, Viola, Violoncello und Kontrabass h-Moll op. 74
- Gioachino Rossini: L’Aurora (Kantate)
- Antonio Salieri: De profundis f-Moll für zweistimmigen Chor, Bass und Orgel; De profundis g-Moll für vierstimmigen Chor und Orchester; Lauda, Jerusalem, Dominum C-Dur für vierstimmigen Chor und Orchester; Magnificat C-Dur für vierstimmigen Chor und Orchester; Magnificat F-Dur für zweistimmigen Chor und Orchester
- Franz Schubert: Messe Nr. 2 G-Dur;  Messe Nr. 3 B-Dur; 2. Sinfonie B-Dur; 3. Sinfonie D-Dur
- Louis Spohr: Kammermusik für Trompeten, Posaune, Triangel, Basstrommel und Zimbel, C-dur, op. 34
- Carl Maria von Weber: Kantate Kampf und Sieg für Solisten, Chor und Orchester op. 44; Concertino für Horn und Orchester e-Moll op. 45; Klarinettenquintett B-Dur op. 34
- Johann Wilhelm Wilms: Konzert B-Dur für Klarinette und Orchester op. 40, e (um 1815)

## Musiktheater
- 01. März: Die Uraufführung der Die Alpenhütte von Conradin Kreutzer nach einem Libretto von August von Kotzebue findet in Stuttgart statt.
- 02. März: Die Uraufführung der komischen Oper Die Prinzessin von Cacambo von Peter Joseph von Lindpaintner erfolgt in München.
- 27. März: Uraufführung der Oper Cora von Johann Simon Mayr in Neapel.
- 04. Oktober: Uraufführung der Oper Elisabetta regina d’Inghilterra (deutsch: Elisabeth, Königin von England) von Gioachino Rossini in Neapel.
- 30. November: Die Uraufführung der Oper Der Herr und sein Diener von Conradin Kreutzer findet in Stuttgart statt.
- 26. Dezember: Die Rettungsoper Torvaldo e Dorliska von Gioachino Rossini auf ein Libretto von Cesare Sterbini wird als Eröffnungspremiere der Karnevalssaison in Rom im kleinen Teatro Valle uraufgeführt. Die Oper erzielt trotz der hervorragenden Besetzung unter anderem mit Filippo Galli nur einen mäßigen Erfolg.
- Franz Schubert: komponiert die Oper Der vierjährige Posten, die aber erst im Jahr 1896 uraufgeführt wird. Außerdem entstehen noch die drei Singspiele Fernando, Claudine von Villa Bella und Die Freunde von Salamanka. Alle drei werden erst Jahrzehnte später uraufgeführt. Zum Teil sind diese Werke nur unvollständig erhalten.

Weitere Uraufführungen
- Michele Carafa: Mariti aprite gli occhi! ossia La gelosia corretta (Oper) Uraufführung in Neapel
- Ferdinand Hérold: La gioventù di Enrico quinto. (Oper)
- Joseph Weigl: L’imboscata, Oper in zwei Akten. Die Uraufführung fand in Mailand statt.

## Geboren

### Geburtsdatum gesichert
- 13. Februar: Adelaide Kemble, britische Opernsängerin († 1879)
- 16. Februar: Friedrich Hermann Lütkemüller, deutscher Orgelbauer († 1897)
- 02. März: Jakob Dont, österreichischer Violinist, Violinpädagoge und Komponist († 1888)
- 08. März: Jean-Delphin Alard, französischer Violinist und Komponist († 1888)
- 09. März: Eduard Keller, deutscher Violinist, Musikpädagoge und Musikprofessor († 1904)
- 04. April: Caspar Melchior Kersting, deutscher Orgelbauer († 1879)
- 05. April: Louis Chollet, französischer Organist und Komponist († 1851)
- 06. April: Robert Volkmann, deutscher Komponist († 1883)
- 25. April: Joseph Behm, ungarndeutscher Kirchenmusiker und Komponist († 1885)
- 27. April: Roderich Nesselmann, deutscher lutherischer Theologe, Geistlicher und Kirchenlieddichter († 1881)
- 01. Mai: Emma Albertazzi, britische Opernsängerin († 1847)
- 20. Mai: Alojz Ipavec, slowenischer Komponist († 1849)

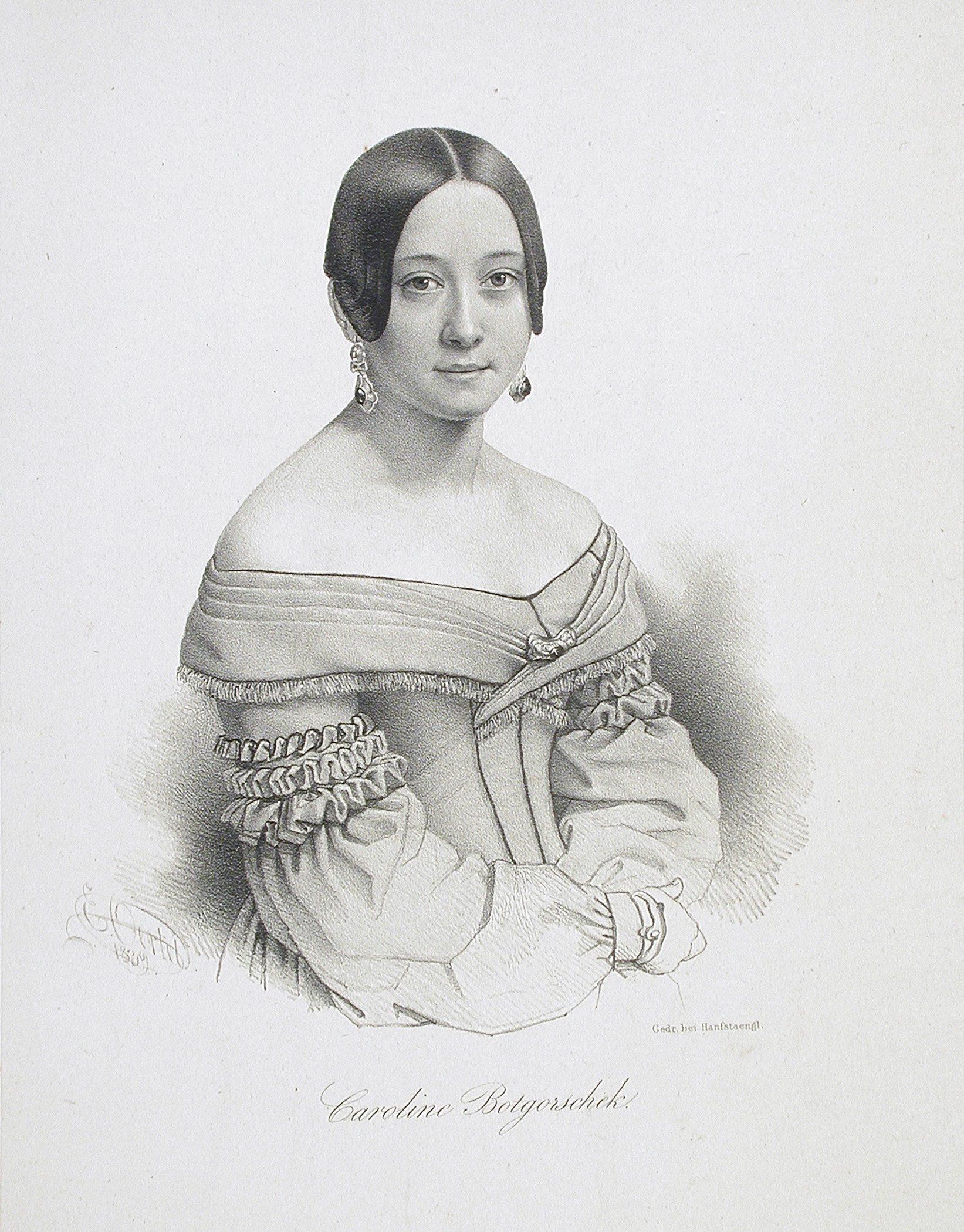
Caroline Botgorschek; * 21. Mai

- 21. Mai: Caroline Botgorschek, österreichische Opernsängerin († 1875)
- 02. Juni: Friedrich Brenner, deutscher Chordirigent, Organist und Komponist († 1898)
- 13. Juni: August Victor Mustel, französischer Harmoniumspieler und Harmoniumbauer († 1890)
- 28. Juni: Robert Franz, deutscher Komponist († 1892)
- 30. Juli: Herman Severin Løvenskiold, norwegischer Komponist († 1870)
- 07. August: Károly Seyler, österreichischer Komponist und Regenschori († 1882)
- 20. August: Johann Conradi, deutscher Opernsänger (Bass) († 1859)
- 04. September: Mihály Mosonyi, ungarischer Komponist († 1870)
- 05. September: Carl Wilhelm, deutscher Chorleiter († 1873)
- 06. September: Karol Kątski, polnischer Pianist, Musikpädagoge und Komponist († 1867)
- 09. September: Johann Gottfried Piefke, preußischer Militärmusiker und Komponist († 1884)
- 17. September: Halfdan Kjerulf, norwegischer Komponist († 1868)
- 15. Oktober: Moritz Brosig, deutscher Komponist und Organist († 1887)
- 25. Oktober: Camillo Sivori, italienischer Komponist und Violinist († 1894)
- 29. Oktober: Daniel Decatur Emmett, US-amerikanischer Liedermacher und Entertainer († 1904)
- 28. November: Edwin Pearce Christy, US-amerikanischer Komponist, Sänger, Schauspieler und Theaterproduzent († 1862)
- 15. Dezember: Josephine Eder, österreichische Pianistin und Konzertorganisatorin († 1868)

### Genaues Geburtsdatum unbekannt
- Agustín Caballero, mexikanischer Musikpädagoge († 1886)

### Geboren vor 1815
- Moritz Baumgarten, deutscher Orgelbauer († nach 1865)

## Gestorben

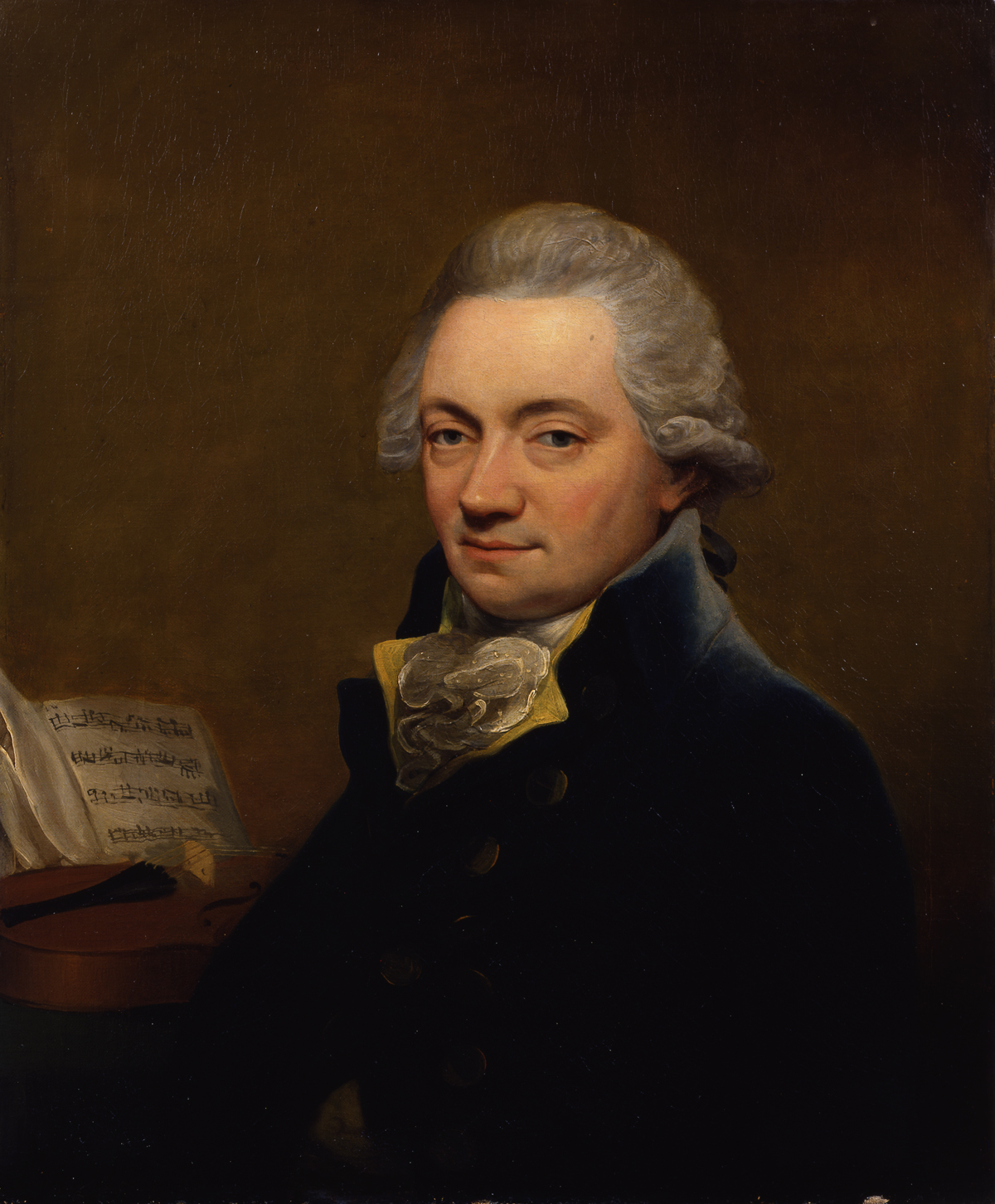
Johann Peter Salomon; † 25. November

- 16. Januar: Josep Ferrer i Beltran, aragonesisch-katalanischer Komponist und Organist (* um 1745)
- 28. Januar: Anton Dreyssig, deutscher Musiker (* 1774)
- 06. August: Giuseppe Gherardeschi, italienischer Komponist (* 1759)
- 25. Oktober: Bernat Bertran i Sastre, katalanischer Komponist (* 1774)
- 17. November: Luigi Asioli, italienischer Sänger und Komponist (* 1778)
- 25. November: Johann Peter Salomon, Violinist, Komponist, Dirigent und Musikimpresario (* 1745)
- 10. Dezember: Ernst Schick, deutscher Geiger und Komponist (* 1756)
- 23. Dezember: Pierre-François Levasseur, französischer Violoncellist und Komponist (* 1753)

### Genaues Todesdatum unbekannt
- Johann Christian Günther, deutscher Orgelbauer (* unbekannt)
- Johann Christoph Kaffka, deutscher Komponist (* 1754)